# Lijst van burgemeesters van Roeselare
Dit is een lijst van burgemeesters van de Belgische stad Roeselare.
| Naam                       | Data      | Mandaat         | Duur mandaat | leeftijd bij aanvang |
| -------------------------- | --------- | --------------- | ------------ | -------------------- |
| Pierre-François De Neckere | rond 1800 | circa 1810-1814 | ?            | ?                    |
| Karel De Brouckere         | 1797-1850 | 1830-1847       | 16           | 33                   |
| Jacob Vermander            | 1774-1852 | 1847-1852       | 5            | 73                   |
| Mensueet Spillebout        | 1777-1860 | 1852-1860       | 8            | 74                   |
| Constantijn Dubois         | 1796-1870 | 1860-1869       | 9            | 64                   |
| Jan Mahieu-Carpentier      | 1813-1886 | 1870-1886       | 16           | 57                   |
| Adrien Spillebout          | 1835-1912 | 1886-1908       | 21           | 51                   |
| Jan Mahieu-Liebaert        | 1874-1947 | 1908-1946       | 38           | 34                   |
| Joseph De Nolf             | 1890-1979 | 1947-1965       | 18           | 57                   |
| Robert De Man              | 1900-1978 | 1965-1976       | 12           | 65                   |
| Albert Biesbrouck          | 1917-1981 | 1977-1981       | 4            | 59                   |
| Daniël Denys               | 1938-2008 | 1981-2005       | 24           | 43                   |
| Luc Martens                | 1946-     | 2005-2016       | 10           | 59                   |
| Kris Declercq              | 1972-     | 2016-           | -            | 43                   |

## Waarnemende en niet-officiële burgemeesters
- Pieter Staessens, waarnemend burgemeester 1917-1918 tijdens ontruiming van de stad (Eerste Wereldoorlog)
- Robert De Man, dienstdoend burgemeester 1940-1941, aangesteld met de goedkeuring van de Duitse bezetter (Tweede Wereldoorlog)
- Hendrik Demoen, dienstdoend VNV-burgemeester 1941-1944, aangesteld met de goedkeuring van de Duitse bezetter
- Joseph Billiau, dienstdoend burgemeester 1946-1947, in vervanging van Jan Mahieu-Liebaert, afwezig door ziekte

Brussels Hoofdstedelijk Gewest:
Anderlecht · 
Brussel

Vlaanderen:
Aalst · 
Aarschot · 
Antwerpen · 
 Asse · 
Beernem · 
Bertem · 
Blankenberge · 
Brugge · 
Damme · 
De Haan · 
De Panne · 
Deerlijk · 
Deinze · 
Eeklo · 
Evergem · 
Galmaarden · 
Geraardsbergen · 
Gent · 
Halle · 
Hasselt · 
Herent · 
Herk-de-Stad · 
Herzele · 
Heusden-Zolder · 
Houthalen-Helchteren · 
Ichtegem · 
Kaprijke · 
Knokke-Heist · 
Kortemark · 
Kortenberg · 
Kortrijk · 
Leuven · 
Lichtervelde · 
Lievegem · 
Lokeren · 
Maldegem · 
Mechelen · 
Moerbeke-Waas · 
Ninove · 
Oostende · 
Oostkamp · 
Poperinge · 
Roeselare · 
Ronse · 
Sint-Lievens-Houtem · 
Sint-Niklaas · 
Sint-Truiden · 
Temse · 
Tielt · 
Tienen · 
Tongeren · 
Torhout · 
Veurne · 
Waregem · 
Wellen · 
Wetteren · 
Wichelen · 
Zaventem · 
Zedelgem · 
Zele · 
Zonhoven · 
Zottegem

Wallonië: 
Charleroi · 
's-Gravenbrakel · 
Morlanwelz · 
Ophain-Bois-Seigneur-Isaac